# Jardin Federica-Montseny
Le jardin Federica-Montseny est un espace vert du 13e arrondissement de Paris, en France situé sur la place Louis-Armstrong.

## Situation et accès
Le square est accessible par la place Louis-Armstrong, la rue Esquirol, la rue Jenner et le boulevard de l'Hôpital. Il se situe au centre de la rue Jeanne-d'Arc.
Il est desservi par la ligne 5 à la station Campo-Formio.
Il fait partie des jardins parisiens ouvrant toute la nuit en cas de canicule.

## Origine du nom
Il porte le nom de l'anarchiste  espagnole Federica Montseny (1905-1994), écrivaine et ministre de la République espagnole qui a ouvert le droit à l'avortement en Catalogne, réfugiée en France après la Retirada. 

## Historique
Le jardin est créé en 2002. Il est une étape de la Voie de la Libération - de la porte d'Italie à l'hôtel de ville - suivie le 24 août 1944 par la Nueve, soldats de la 2e DB, majoritairement républicains espagnols. Il prend son nom par délibération du Conseil de Paris.
Il a été officiellement inauguré le 24 août 2019 en présence la maire de Paris, Anne Hidalgo et de la ministre de la Justice espagnole Dolores Delgado.
Des anarchistes de la CNT-AIT ont protesté contre cette inauguration officielle, selon eux aux antipodes des engagements politiques de Federica Montseny

## Galerie

Jardin Federica Montseny
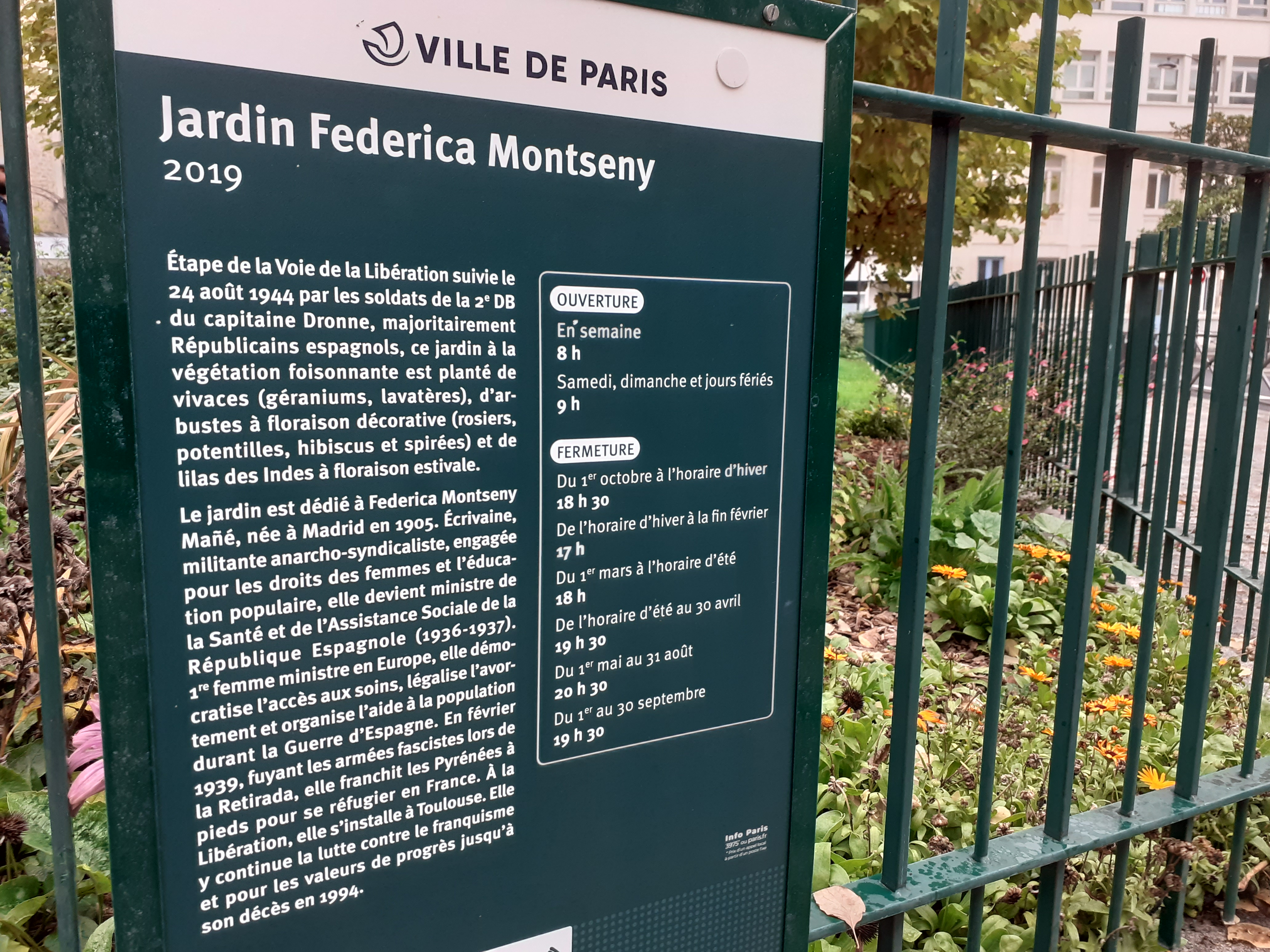
Entrée du Jardin Federica Montseny depuis la rue Esquirol.
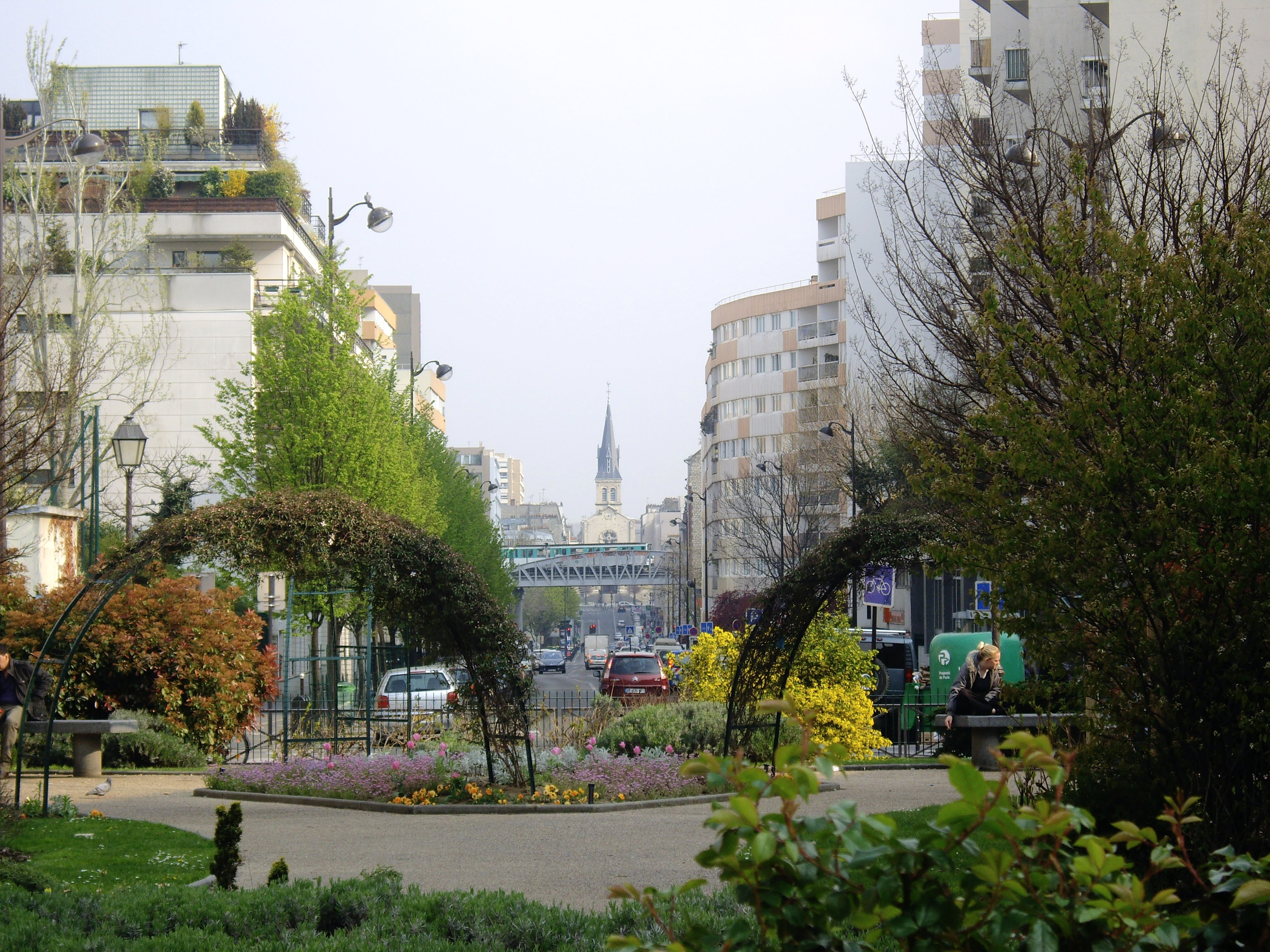
Jardin Federica Montseny et perspective sur l'église Notre-Dame-de-la-Gare de Paris.
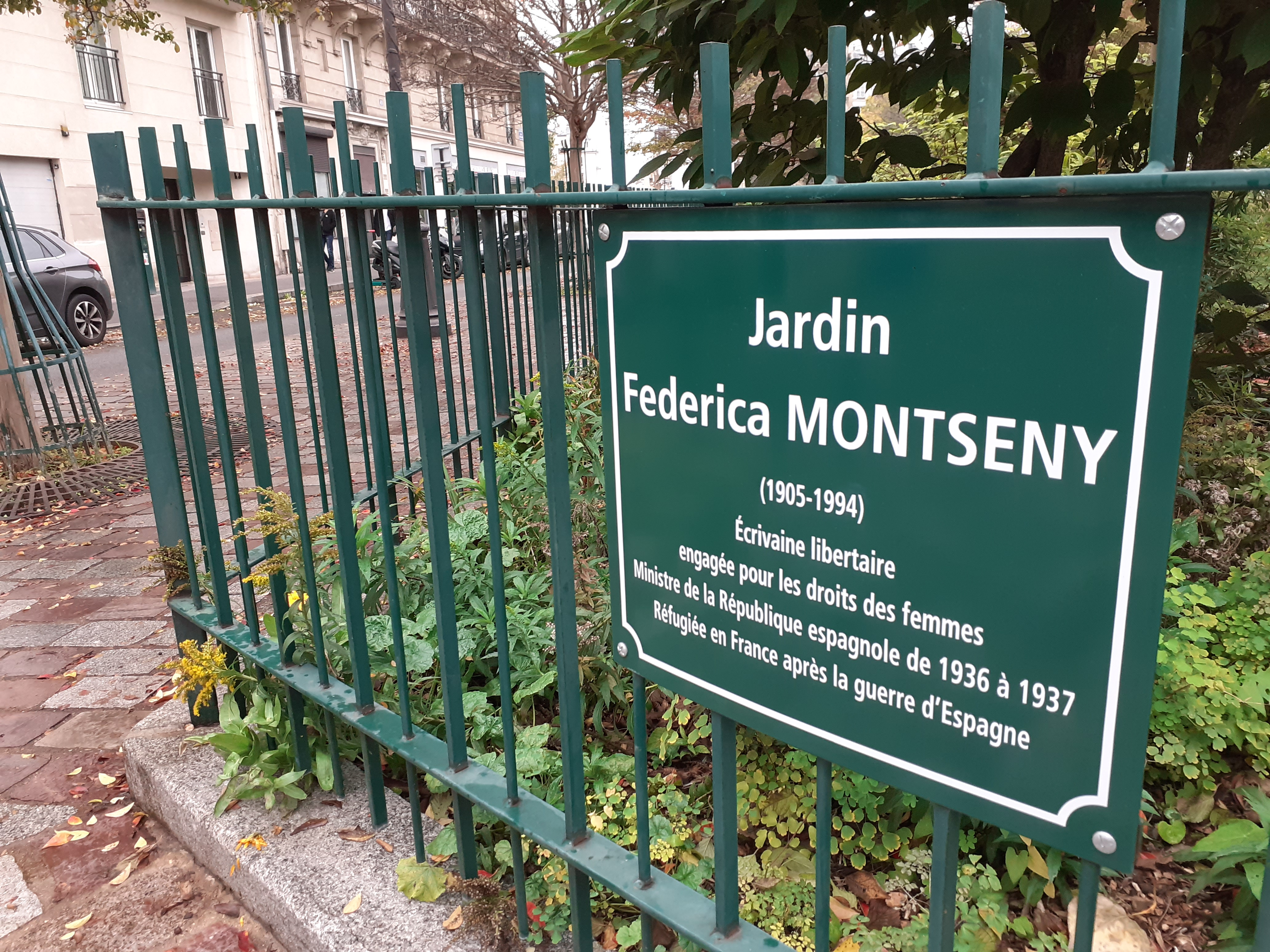
Plaque du jardin.